# جون ويستكوت
جون ويستكوت (بالإنجليزية: John Westcott)‏ هو لاعب كرة قدم بريطاني في مركز نصف الجناح، ولد في 31 مايو 1979 في إيستبورن في المملكة المتحدة. لعب مع إيستبورن بوروه وبرايتون أند هوف ألبيون وتونبريدج أنغلز ونادي هورشام.

## وصلات خارجية
- جون ويستكوت على موقع قاعدة بيانات كرة القدم.إي يو (الإنجليزية)
- جون ويستكوت على موقع Soccerbase.com (لاعب) (الإنجليزية)